# جریان اصلی
جریان اصلی (انگلیسی: Mainstream) اندیشه‌ای را گویند که در زمانه‌ای، رایج و گسترده باشد. این جریان، شامل فرهنگ عامه و فرهنگی رسانه‌ای می‌شود که اغلب توسط رسانه‌های گروهی ایجاد می‌شود. این جریان با خرده‌فرهنگ و پادفرهنگ تفاوت دارد. این واژه، گاهی به دست خرده‌فرهنگ‌هایی که جریان اصلی فرهنگی را نه تنها غیرمنحصر به فرد بلکه از نظر زیبایی‌شناسی و هنری، پست می‌بینند، به صورت تحقیرآمیز به کار می‌رود. در ایالات متحده آمریکا، گاهی کلیساهای عمده و اصلی را جریان اصلی می‌خوانند.